# Quem Tem Farelos?

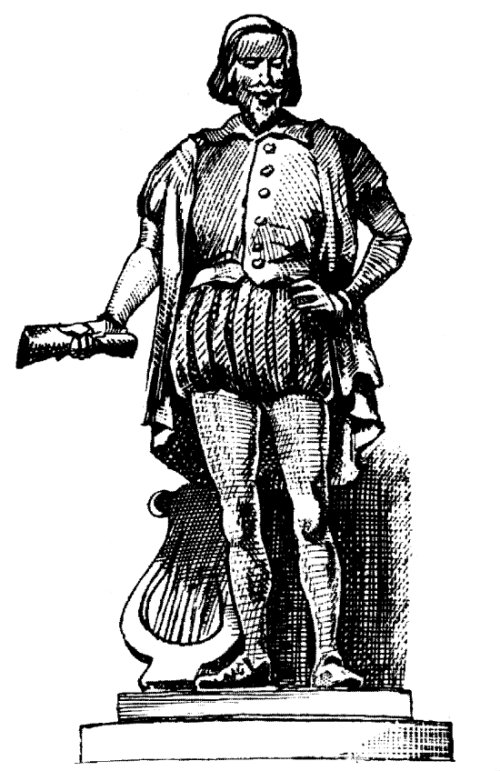
Gil Vicente

Quem Tem Farelos? é uma peça de teatro de Gil Vicente composta no final 1508 e início 1509. Foi representada em 1515, em Lisboa, no Paço da Ribeira, ao rei D. Manuel I.

## Enredo
Apariço e Ordonho, servidores de dois militares de baixa patente, encontram-se na rua e começam a conversar sobre a má sorte que têm em se verem forçados a servir os respectivos amos. Ambos procuram farelos pelas ruas pois não têm melhor forma de ganhar o pão desse dia. Surge então Aires Rosado, o escudeiro a quem serve Apariço, e começa a declamar uma desajeitada serenata à janela de Isabel. Aires mente e exagera em algumas das declarações que faz e ao longo do discurso é frequentemente interrompido pelo barulho de cães, gatos e galos. Apariço escuta as palavras do amo e comenta à parte. Ao fim de algum tempo a velha mãe de Isabel acorda e vem à janela rogar pragas ao escudeiro, que acaba por se ir embora. No fim da peça Isabel e a mãe discutem abertamente, decretando a jovem que se recusa dedicar à tecelagem e costura e antes prefere tratar de si e ser cortejada.

## Personagens
- Aires Rosado: Escudeiro mentiroso, falido e namoradeiro.
- Apariço: Seu criado pobre e faminto.
- Ordonho: Criado espanhol, amigo de Apariço.
- Isabel: Jovem cortejada.
- Velha: Mãe de Isabel.
- Animais: Apenas escutados, nunca presentes em cena. Em alguma encenações os sons dos animais não são mais do que barulhos feitos por Apariço e Odornho numa tentativa de frustrar o cortejo de Aires Rosado.

## Estilo
Mais uma vez Gil Vicente traz-nos uma história repleta de personagens tipo, características de faixas etárias e meios sociais. A sua identificação é feita através da idade, vestuário, profissão, linguagem e gestos. A narrativa aparentemente decorre toda no mesmo dia e, presume-se, no início do Verão, quando era frequente encontrar farelos.